# Sasso Pordoi
Il Sass Pordoi o Sasso Pordoi è un rilievo delle Dolomiti, nel gruppo montuoso del Sella. È lo sperone più avanzato a sud dell'intero Gruppo del Sella, con una vetta costituita da un ampio pianoro, inclinato a Nord-Ovest; presenta in tre versanti vertiginose pareti a picco sulla Val Lastìes, su Pian de Schiavanèis e sul Passo Pordoi.

## Descrizione
Mentre la Marmolada è considerata la regina delle Dolomiti, il Sass Pordoi viene chiamato la terrazza delle Dolomiti per la sua caratteristica forma piatta sulla cima che scende a strapiombo sulle pareti laterali. Nel versante meridionale, infatti, presenta uno strapiombo di 800 m, con una pendenza superiore perfino all'80%. Nel versante settentrionale, invece, il rilievo digrada lentamente.
Il monte è raggiungibile attraverso la funivia del Sass Pordoi (prodotta dalla Hölzl), sorta sopra una molto più antica risalente agli inizi del XX secolo, o attraverso il sentiero 627, che risale un vallone ghiaioso fino al rifugio Forcella per poi raggiungere la vetta. L'antica Via Maria è la più nota delle numerose vie di roccia che consentono di raggiungere la vetta, creata dal Diavolo delle Dolomiti, la guida alpina Tita Piaz negli anni Trenta.

## Itinerari dal Sass Pordoi

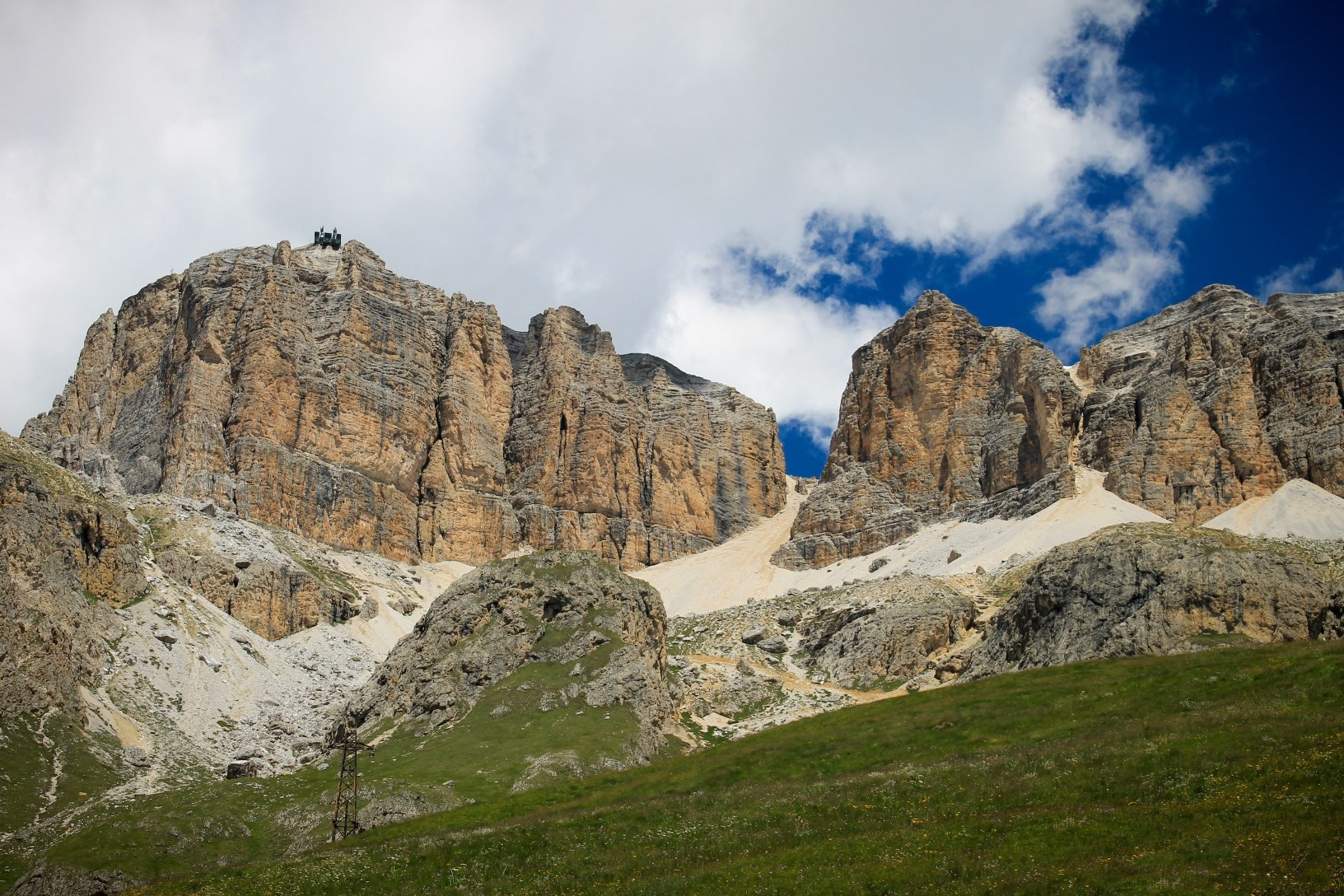
Sass Pordoi (a sinistra) con la stazione di arrivo della funivia

Al Rifugio Boè (2871 m)dalla forcella del Pordoi 2829 m, in falsopiano e superando facili gradoni di roccia, si raggiunge il Rifugio passando sotto la parete ovest del Piz Boè. Sentiero num. 627. Ore 1.
Al Piz Boè (3151 m)per la Forcella Pordoi 2829 m. L'itinerario è identico al precedente fino al bivio di quota 2902 da dove si prende a destra per salire la facile cresta sud-ovest del Boè. Il tratto sommitale del sentiero è attrezzato in alcuni punti con corde metalliche fisse. Ore 1,20.
Traversata Piz Boè-Rifugio Boèdal Sass Pordoi per la Forcella Pordoi 2829 m si giunge alla vetta del Piz Boè per l'itinerario precedente. La discesa si attua per il versante di nord-ovest (m. 50 di sentiero attrezzato) fino al rifugio Boè 2871 m. Ore 2.

## Rifugi
Sulla cima del Sass Pordoi si trova un rifugio alpino: il rifugio Maria.